# Plus grandir (album)
Plus grandir è la quarta raccolta della cantante francese Mylène Farmer, pubblicata il 20 agosto 2021 dall'etichetta discografica Polydor.

## Tracce
CD1
1. Plus grandir – 4:05 (Mylène Farmer, Laurent Boutonnat) – Cendres de lune (1986)
2. Libertine (Mix 2001) – 3:30 (Laurent Boutonnat, Jean-Claude Dequéant) – Cendres de lune (1986)
3. Tristana – 4:40 (Mylène Farmer, Laurent Boutonnat) – Cendres de lune (1986)
4. Sans contrefaçon – 3:52 (Mylène Farmer, Laurent Boutonnat) – Ainsi soit je... (1987)
5. Ainsi soit je... – 4:32 (Mylène Farmer, Laurent Boutonnat) – Ainsi soit je... (1987)
6. Pourvu qu'elles soient douces (Single Version) – 4:12 (Mylène Farmer, Laurent Boutonnat) – Ainsi soit je... (1987)
7. Allan (Live Au Forest National De Bruxelles / 1989 / Edit) – 5:13 (Mylène Farmer, Laurent Boutonnat) – En concert (1989)
8. À quoi je sers... – 4:36 (Mylène Farmer, Laurent Boutonnat) – En concert (1989)
9. Sans logique (Logical Single Mix) – 4:05 (Mylène Farmer, Laurent Boutonnat) – Ainsi soit je... (1987)
10. Plus grandir (Live Mix) – 4:10 (Mylène Farmer, Laurent Boutonnat) – En concert (1989)
11. Regrets – 4:45 (Mylène Farmer, Laurent Boutonnat) – L'Autre... (1991)

CD2
1. Je t'aime mélancolie (New Radio Remix) – 4:23 (Mylène Farmer, Laurent Boutonnat) – L'Autre... (1991)
2. Désenchantée – 4:48 (Mylène Farmer, Laurent Boutonnat) – L'Autre... (1991)
3. Que mon cœur lâche (Radio Edit) – 4:08 (Mylène Farmer, Laurent Boutonnat) – Dance Remixes (1992)
4. Beyond My Control (Single Mix) – 4:51 (Mylène Farmer, Laurent Boutonnat) – L'Autre... (1991)
5. My Soul Is Slashed – 4:17 (Mylène Farmer, Laurent Boutonnat) – Dance Remixes (1992)
6. XXL (Single Version) – 4:25 (Mylène Farmer, Laurent Boutonnat) – Anamorphosée (1995)
7. L'Instant X (Radio Edit) – 4:15 (Mylène Farmer, Laurent Boutonnat) – Anamorphosée (1995)
8. Comme j'ai mal – 3:56 (Mylène Farmer, Laurent Boutonnat) – Anamorphosée (1995)
9. Rêver (Radio Edit) – 4:54 (Mylène Farmer, Laurent Boutonnat) – Anamorphosée (1995)
10. California (Radio Edit) – 4:15 (Mylène Farmer, Laurent Boutonnat) – Anamorphosée (1995)
11. La poupée qui fait non (Live à Bercy, Paris / 1996) – 4:24 (Franck Gérald, Michel Polnareff) – Live à Bercy (1997)
12. Ainsi soit je... (Live à Bercy, Paris / 1996) – 4:41 (Mylène Farmer, Laurent Boutonnat) – Live à Bercy (1997)

## Classifiche

### Classifiche settimanali
| Classifica (2021) | Posizione massima |
| ----------------- | ----------------- |
| Belgio (Fiandre)  | 153               |
| Belgio (Vallonia) | 1                 |
| Francia           | 1                 |
| Grecia            | 66                |
| Svizzera          | 69                |
| Svizzera romanda  | 6                 |

### Classifiche di fine anno
| Classifica (2021) | Posizione |
| ----------------- | --------- |
| Belgio (Vallonia) | 91        |
| Francia           | 142       |